# Opad orograficzny

Chmury powstają po nawietrznej stronie gór

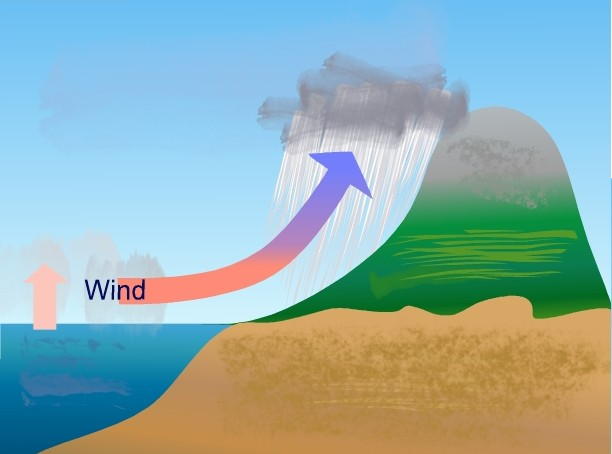
Model opadu orograficznego

Opad orograficzny – opad związany z ruchem pionowym powietrza wymuszanym przez przepływ nad górami. Napływające masy powietrza wznoszą się, ochładzają i tracą część pary wodnej poprzez skraplanie. Zjawisko to można zaobserwować m.in. nad Górami Skalistymi (położone z północy na południe) w Stanach Zjednoczonych gdzie dominujące wiatry z zachodu powodują klimatycznie zwiększony opad na zachodnich stokach gór.